# 标记的认知维度
标记的认知维度（英語：Cognitive dimensions of notations）又称认知维度，是一套针对人机交互的标记、用户界面设计和可视化编程语言的设计原则。标记认知维度最先由Thomas R. G. Green和Marian Petre提出。这套原则中的維度可以被用于评估信息系统的易用性，或者用来指导新系统的设计。较其他更深入的分析框架而言，认知维度是一套轻便的设计分析方法。它提供了一套统一的语言来描述某个设计中的标记的多种属性。这套原则同时为设计师提供了一套迭代设计的思考框架，设计师可以以这套原则为基准，在一个或多个维度上进行优化。